# Babai (Ucrania)
Babai (en ucraniano: Бабаї; en ruso: Бабаи) es un pueblo ucraniano perteneciente al óblast de Járkov. Situado en el noreste del país, es parte del raión de Járkov y del municipio (hromada) de Visoki.

## Geografía
Babai se encuentra en la orilla derecha del río Udi, 18 km al sur de Járkov. 

## Historia
Babai fue mencionada por primera vez por escrito en 1643. En 1744, también se menciona Babai cuando Grigoriy Skovorodá escribió 15 de sus fábulas de la colección Fábulas de Járkov. El pueblo fue una aldea en el uyezd de Járkov de la gobernación de Járkov del Imperio ruso. Babai también fue centro de un vólost.
El pueblo recibió el estatus de asentamiento de tipo urbano en 1938. Durante la Segunda Guerra Mundial, Babai estuvo ocupada por la Alemania nazi desde finales de octubre de 1941 hasta mediados de febrero de 1943 y desde principios de marzo hasta el 29 de agosto de 1943.
En 2023, Babai perdió el estatus de asentamiento de tipo urbano en la legislación ucraniana debido a la eliminación de este estatus administrativo.

## Demografía
La evolución de la población de Babai entre 1914 y 2022 fue la siguiente:
| 3370                                                          | 7194 | 6930 | 6688 | 6487 |
| (Fuente: Cities & Towns of Ukraine y UKRAINE: Größere Städte) |      |      |      |      |

## Infraestructura

### Transporte
El asentamiento tiene acceso por carretera a la autopista M18 que conecta Járkov con Dnipró y Zaporiyia.

## Personas destacadas
- Íhor Voronchenko (1964): almirante ucraniano y ex comandante de la Armada de Ucrania.